# Király István (orvos)
Király István (Debrecen, ? – Debrecen, 1726.) orvosdoktor és tanár.

## Élete
Debrecenben született, ahol 1685-ben a togátus diákok közé vétetett föl és midőn tanulmányait ott bevégezte és seniori hivatalt is viselt, a város- és iskolai tanács által 1692-ben külföldi akadémiára küldetett. 1697. november 9-én Hallében orvosdoktori oklevelet nyert. Hazájába visszatérve, a debreceni főiskolában a bölcseleti tanszékre hivatott meg, ahol (utolsó évében megtébolyodva) 1726-ban meghalt.

## Munkái
- Dissertatio Philosophica de Studii Mathematici Utilitate ejusdemque Certitudine, Franekerae, 1695
- Dissertatio theologica de Paternitate Abrahami. Uo. 1696
- Dissertatio inaug. medica de Simplissimo Doloris Podagrici Remedio. Halae Magd., 1697